# Talhinhas
Talhinhas is een plaats (freguesia) in de Portugese gemeente Macedo de Cavaleiros en telt 244 inwoners (2001).